# Donatus Djagom
Donatus Djagom SVD (* 10. Mai 1919 in Bilas, Manggarai; † 29. November 2011 in Ende) war ein indonesischer Ordensgeistlicher und römisch-katholischer Erzbischof von Ende auf Flores in Indonesien.

## Leben
Donatus Djagom trat der Ordensgemeinschaft der Steyler Missionare bei und studierte Philosophie am Priesterseminar St. Paul Ledalero an der Universität Agder. Nach dem Zweiten Weltkrieg setzte er seine theologischen Studien am Steyler Seminar im niederländischen Teteringen fort, wo er am 28. August 1949 auch die Priesterweihe empfing. Donatus setzte dann seine Studien an der vom SVD-geführten Universität von San Carlos in Cebu, Philippinen, fort. Er war Rektor der Highschool SMAK Syuradikara Ende-Flores und stellvertretender Provinzial seines Ordens.
Papst Paul VI. ernannte ihn am 19. Dezember 1968 zum Erzbischof des Erzbistums Ende. Der Apostolische Pro-Nuntius in Indonesien, Erzbischof Salvatore Pappalardo, spendete ihm am 11. Juni 1969 die Bischofsweihe; Mitkonsekratoren waren Willem van Bekkum SVD, Bischof von Ruteng, und Antonius Hubert Thijssen SVD, Bischof von Larantuka. Sein Wahlspruch war Praedicamus Christum Crucifixum („Wir verkünden Christus als den Gekreuzigten“) (1 Kor 1,23 ). Er war der erste muttersprachliche Erzbischof aus Flores.
Am 23. Februar 1996 nahm Papst Johannes Paul II. seinen altersbedingten Rücktritt an. Er lebte seit 1996 in seinem Heimatort Bilas bei Ranggu, Manggarai, und ab 2010 im Kloster der Schwestern der Kongregation von der Nachfolge Jesu (CIJ). Donatus Djagom wurde in der Kathedrale von Ende bestattet.

## Schriften
- Donatus Djagom: Myths in Manggarai – West Flores, Indonesia, as a part of the oral literature, Univ. of San Carlos, 1958.
- Anton A. Mashur, Donatus Djagom, Pius S. Nasar, Edu Djebarus: Mgr. Donatus Djagom, SVD lima puluh tahun imamat, 28/08/1999, Mini Kontri 2000.